# Аллас-Бокаж
Алла́с-Бока́ж (фр. Allas-Bocage) — коммуна во Франции, находится в регионе Пуату — Шаранта. Департамент коммуны — Приморская Шаранта. Входит в состав кантона Мирамбо. Округ коммуны — Жонзак.
Код INSEE коммуны — 17005.

## Население
Население коммуны на 2010 год составляло 199 человек.
| 1962 | 1968 | 1975 | 1982 | 1990 | 1999 | 2010 |
| ---- | ---- | ---- | ---- | ---- | ---- | ---- |
| 182  | 186  | 189  | 173  | 163  | 150  | 199  |

## Экономика
В 2010 году среди 127 человек трудоспособного возраста (15—64 лет) 95 были экономически активными, 32 — неактивными (показатель активности — 74,8 %, в 1999 году было 77,4 %). Из 95 активных жителей работали 81 человек (41 мужчина и 40 женщин), безработных было 14 (6 мужчин и 8 женщин). Среди 32 неактивных 5 человек были учениками или студентами, 17 — пенсионерами, 10 были неактивными по другим причинам.